# ロバート・タービン
ロバート・タービン（Robert Turbin 1989年12月2日- ）はカリフォルニア州オークランド出身のアメリカンフットボール選手。ポジションはランニングバック。

## 経歴
牧師の家に生まれた。サンノゼ近郊のカリフォルニア州フリーモントのアービントン高校ではランニングバック、ディフェンシブバックとしてプレー、最終学年には143回のランで1,232ヤード、14タッチダウン、9回のレシーブで103ヤードを獲得、6インターセプトをあげた。またバスケットボール、陸上競技の選手でもあった。
ユタ州立大学に進学した彼は、2009年には1,296ヤードを走るとともに、レシーブで418ヤードを獲得し、ラン、レシーブで合計18タッチダウンをあげた。ライバル校のユタ大学戦では96ヤードのTDランをあげた。2010年はACLの断裂で欠場したが、2011年にチームに復帰するとエースRBとして活躍、シーズン開幕からの6試合中5試合で100ヤード以上を走った。この年NCAAディビジョンI所属の選手では全米10位の1,517ヤードを走り、ウェスタン・アスレティック・カンファレンスの最優秀選手に選ばれた。
ドラフト前の2月にインディアナポリスで行われたスカウティングコンバインでは、5フィート10インチ、222ポンドの彼は、ベンチプレスで225ポンドを28回持ち上げたが、これはRBの中ではタンパベイ・バッカニアーズにドラフト1巡で指名されるダグ・マーティンと並んでトップの成績であった。また40ヤード走では4秒5、垂直跳びで36インチの成績であった。
2012年のNFLドラフトでは4巡でシアトル・シーホークスに指名された。同年は、マーショーン・リンチの控えを務め、81回のランで354ヤードを走った。第14週のアリゾナ・カージナルス戦では100ヤード以上を走った。
2013年は同年のドラフト2巡で指名されたクリスティン・マイケルと控えRBの座を争った。

## 人物
子供の時のヒーローは、超人ハルクであった。